# Adolf von Bonin
Adolf Albert Ferdinand Karl Friedrich von Bonin (11 tháng 11 năm 1803 tại Heeren – 16 tháng 4 băm 1872 tại Berlin) là một sĩ quan quân đội Phổ, đã được thăng đến cấp Thượng tướng Bộ binh. Ông đã tham chiến trong cuộc Chiến tranh Áo-Phổ năm 1866 và là Toàn quyền Lorraine trong cuộc Chiến tranh Pháp-Đức (1870 – 1871).

## Tiểu sử

### Thân thế
Adolf sinh vào tháng 11 năm 1803, trong một gia đình quý tộc lâu đời vùng Đông Pommern, đã được đề cập lần đầu tiên vào năm 1294. Ông là con trai của Gustav Ferdinand von Bonin (26 tháng 3 năm 1773 tại Elvershagen – 17 tháng 1 năm 1837 tại Berlin), một cựu Thiếu tá Phổ đã từng phục vụ trong Trung đoàn Khinh kỵ binh số 8 và được phong tặng Huân chương Quân công cao quý. Thân mẫu của ông là bà Anna Elisabeth Adolfine Karoline, nhũ danh Freiin von Plettenberg (24 tháng 6 năm 1776 tại Heeren – 19 tháng 2 năm 1843 tại Berlin).
Người anh trai của ông là Gustav von Bonin (1797 – 1878), một Luật sư hành chính và chính trị gia Phổ.

### Sự nghiệp quân sự
Vào năm 1817, Bonin trở thành một thiếu sinh quân ở Berlin, sau đó ông được đổi vào Trung đoàn Bộ binh Cận vệ số 2 với quân hàm Thiếu úy vào ngày 28 tháng 7 năm 1821. Kể từ ngày 1 tháng 10 năm 1824 cho đến ngày 30 tháng 6 năm 1826, ông được cử vào học tại Trường Quân sự Tổng hợp (Allgemeine Kriegsschule) để rèn luyện thêm. Vào năm 1828, ông được lên chức sĩ quan phụ tá trung đoàn và hai năm sau, vào ngày 2 tháng 12 năm 1830, ông nhậm chức sĩ quan phụ tá của Bộ Tổng chỉ huy (Generalkommando) của Quân đoàn Vệ binh. Đến ngày 24 tháng 1 năm 1833, ông được bổ nhiệm làm sĩ quan phụ tá của Vương thân Adalbert của Phổ. Sau khi được thăng cấp hàm Trung úy, ông trở thành sĩ quan hầu cận của Vua Friedrich Wilhelm III vào năm 1838. Sau khi Friedrich Wilhelm III băng hà, ông tiếp tục đảm đương chức vụ tương tự cho Friedrich Wilhelm VI và Wilhelm I
Ông tiếp tục theo đuổi sự nghiệp quân sự của mình, và được phong chức Đại tá vào năm 1851, Thiếu tướng vào năm 1854, Trung tướng và Tướng phụ tá của Đức Vua vào năm 1858, Tướng tư lệnh Quân đoàn I rồi Thượng tướng Bộ binh vào năm 1864.
Trong cuộc Chiến tranh Bảy tuần năm 1866, Quân đoàn I tinh nhuệ đến từ Đông Phổ của ông là một phần thuộc biên chế của Tập đoàn quân số 2 do Thái tử Friedrich Wilhelm thống lĩnh. Trong thời điểm ấy, Bonin là một đình thần và không hề có kinh nghiệm thực chiến. Trong cuộc hành binh của mình qua dãy Riesengebirge ở Böhmen. Ông mang trọng trách đánh chiếm thị trấn Trautenau từ tay Quân đoàn X của Áo dưới sự chỉ huy của viên tướng tài giỏi Gablenz và đánh thọc đến làng Pílnikau, nơi ông có thể hy vọng hội quân với các đơn vị tiền vệ của Tập đoàn quân số 1 do Vương tử Friedrich Karl chỉ huy. Do quá chú tâm vào mục tiêu của mình, ông quên phòng bị sườn trái của quân mình hoặc đánh chiếm ba cao điểm Galgenberg, Johannesberg và Hopfenberg để yểm trợ cho sườn trái. Chính từ hướng này, lữ đoàn tiên phong của Gablenz tấn công quân của Bonin và một cuộc hội chiến ác liệt diễn ra, trong đó quân Áo bị đánh bật khỏi các cao điểm. Sau đó, vốn không hề thám sát về hướng nam, Bonin ra lệnh cho quân tạm nghỉ và một số binh lính rời khỏi các vị trí mà họ đã chiếm được với không ít thiệt hại. Chớp lấy thời cơ, Gablenz tung hai lữ đoàn vào trận, đè bẹp tiền tuyến của quân Phổ rồi giành lại Galgenberg và Johannesberg, cắt ngang đường tiếp tế của đối phương. Tuy vậy, quân Áo bị đánh thiệt hại nặng trong giao chiến ở cao điểm, và họ chỉ chiếm được Hopfenberg sau khi được tăng viện. Tiếp theo đó, trong khi một lữ đoàn Áo khác khởi đầu một vận động bọc sườn, quân Áo bắt đầu tiến công từ cao điểm buộc Bonin phải rút chạy về bên kia dãy núi. Mặc dù quân của Gablenz chịu tổn thất gần gấp 3 lần Bonin, thất bại ở Trautenau là mối đe dọa lớn đến kế hoạch chiến tranh của Moltke và khiến cho Quân đoàn V (tướng Steinmetz) bị cô lập. Mặc dù theo kế oạch, Bonin phải dồn toàn bộ quân đoàn của mình trong trận Königgrätz vào ngày 3 tháng 7, ông chỉ nhổ trại ra quân vào lúc 9:30 sáng, sau khi phần còn lại của Tập đoàn quân số 2 đã xuất trận ừ lâu. Do vậy, ông chỉ triển khai thành công một lữ đoàn, chiếm một nửa Sư đoàn số 1. Lữ đoàn này kéo đến Chlum và để hỗ trợ cho quân Cận vệ đang chịu áp lực lớn và đến 3:00 chiều, họ mới tập kết trên cao nguyên Masloved, đúng vào lúc cuộc tấn công cuối cùng của lữ đoàn Gondrecourt của Áo bắt đầu. Nói về sự chậm trễ của Quân đoàn I trong trận đánh quyết định này, Tổng tham mưu trưởng Moltke coi Bonin là bất tài.
Sau khi hòa bình được lập lại, Bonin được phái đến làm Chỉ huy Tối cao các lực lượng Phổ ở Vương quốc Sachsen vào năm 1867. Ông từ nhiệm vào ngày 28 tháng 5 năm 1867. Sau vài tháng vắng mặt, Bonin được bổ nhiệm làm Chỉ huy trưởng Quân đoàn Quân cảnh Reitenden Feldjägerkorps và Chủ tịch Ủy ban chung về Huân chương chiến tranh (General-Ordenskommission). Trong cuộc Chiến tranh Pháp-Đức (1870 – 1871), ông không giữ một chức vụ chỉ huy quân sự nào. Thay vì đó, Bonin ban đầu được bổ nhiệm làm Toàn quyền các quận ở tỉnh Brandenburg và Sachsen. Vào ngày 14 tháng 8 năm 1870, Triều đình Phổ đặt ra chính quyền cai trị các vùng Alsace và Lorraine, trong đó Bonin được ủy nhiệm làm Toàn quyền Lorraine, đặt trụ sở ở Nancy. Sau chiến thắng vang dội của người Đức trong cuộc chiến, ông về nước giữ chức vụ Tướng phụ tá của Đức vua và Chủ tịch Ủy ban chung về Huân chương chiến tranh, đồng thời tiếp tục đảm đương cương vị Chỉ huy trưởng Quân cảnh. Ngoài, ông còn là Trưởng Đại tá (Chef) của Trung đoàn Bộ binh số 41 "von Boyen" (số 5 Đông Phổ) cho đến khi từ trần vào tháng 4 năm 1872.

### Gia đình
Vào ngày 23 tháng 10 năm 1838, tại Bariskow, Bonin thành hôn với Marie Sophie von Zieten (29 tháng 6 năm 1820 ở Potsdam – 17 tháng 10 năm 1846 ở Berlin), con gái của Trung tướng Phổ Ernst Ludwig Otto von Zieten. Sau khi bà mất, ông tái giá vào ngày 26 tháng 9 năm 1850 với Elisabeth Klara Natalie Emilie Charlotte von Oppen (25 tháng 8 năm 1827 tại Siede – 17 tháng 11 năm 1890 tại Berlin), con gái của Trung tướng Phổ Adolf Friedrich von Oppen. Cặp đôi này đã sản sinh những người con sau đây:
- Otto Ferdinand Fürchtegott Bogislaw (12 tháng 9 năm 1839 tại Barsikow – 15 tháng 10 năm 1870 tại Goussainville), Trung úy Phổ
- Friederike Wilhelmine Luise Emilie Alexandrine Elisabeth (sinh ngày 3 tháng 8 năm 1841 tại Barsikow) ∞ Theodor von Kriegsheim vào ngày 20 tháng 10 năm 1859
- Ottilie Emilie Elisabeth (sinh ngày 28 tháng 8 năm 1843 tại Barsikow) ∞ Urban von Hirschfeld, Thiếu tá Phổ, vào ngày 18 tháng 10 năm 1865
- Oskar Adolf Fürchtegott Bogislaw (sinh ngày 18 tháng 7 năm 1851 tại Berlin), Trung úy Phổ, Kammerjunker, Hiệp sĩ Huân chương Thánh Johann và điền chủ Herzogwalde
- Adolfine Johanna Alexandra Sophie (sinh ngày 8 tháng 6 năm 1853) ∞ Erich Graf zu Dohna-Schlodien, Thượng tá Phổ, vào ngày 1 tháng 8 năm 1877
- Johann Georg Fürchtegott (sinh ngày 23 tháng 5 năm 1855 tại Berlin), Thiếu tá Phổ
- Alexandra Editha Bertha Karoline Anna Marie (sinh ngày 20 tháng 8 năm 1857 tại Potsdam) ∞ Ulrich von Trotha, Oberhofmarschall, vào ngày 19 tháng 10 năm 1881
- Therese Johanna Luise Meta (sinh ngày 9 tháng 5 năm 1862) ∞ Karl von Könemann vào ngày 29 tháng 10 năm 1893
- Viktoria Wilhelmine (sinh ngày 29 tháng 6 năm 1866 tại Königsberg) ∞ Rudolp von Oppen vào ngày 23 tháng 10 năm 1893

### Liên đoàn Sinh viên
Bonin là thành viên của các Liên đoàn Sinh viên Pomerania Greifswald và Pomerania Halle (II).